# العلاقات الأوغندية القطرية
العلاقات الأوغندية القطرية هي العلاقات الثنائية التي تجمع بين أوغندا وقطر.

## مقارنة بين البلدين
هذه مقارنة عامة ومرجعية للدولتين:
| وجه المقارنة                                              | أوغندا                        | قطر           |
| --------------------------------------------------------- | ----------------------------- | ------------- |
| المساحة (كم2)                                             | 241.04 ألف                    | 11.44 ألف     |
| عدد السكان (نسمة)                                         | 42.86 مليون                   | 2.64 مليون    |
| الكثافة السكانية (ن./كم²)                                 | 177.81                        | 230.77        |
| العاصمة                                                   | كامبالا                       | الدوحة        |
| اللغة الرسمية                                             | لغة إنجليزية، اللغة السواحلية | اللغة العربية |
| العملة                                                    | شيلينغ أوغندي                 | ريال قطري     |
| الناتج المحلي الإجمالي (بليون دولار)                      | 25.89 مليار                   | 167.61 مليار  |
| الناتج المحلي الإجمالي (تعادل القوة الشرائية) بليون دولار | 72.25 مليار                   | 316.40 مليار  |
| الناتج المحلي الإجمالي الاسمي للفرد دولار أمريكي          | 705                           | 73.65 ألف     |
| الناتج المحلي الإجمالي للفرد دولار أمريكي                 | 1.77 ألف                      | 141.54 ألف    |
| مؤشر التنمية البشرية                                      | 0.483                         | 0.850         |
| رمز المكالمات الدولي                                      | +256                          | +974          |
| رمز الإنترنت                                              | .ug                           | .qa           |
| المنطقة الزمنية                                           | ت ع م+03:00                   | ت ع م+03:00   |

## منظمات دولية مشتركة
يشترك البلدان في عضوية مجموعة من المنظمات الدولية، منها:
| علم المنظمة | اسم المنظمة                               | تاريخ انضمام أوغندا | تاريخ انضمام قطر |
| ----------- | ----------------------------------------- | ------------------- | ---------------- |
|             | يونسكو                                    | 9 نوفمبر 1962       | 27 يناير 1972    |
|             | وكالة ضمان الاستثمار متعدد الأطراف        | 10 يونيو 1992       | 22 أكتوبر 1996   |
|             | الأمم المتحدة                             | 25 أكتوبر 1962      | 21 سبتمبر 1971   |
|             | الاتحاد البريدي العالمي                   | ?                   | ?                |
|             | البنك الدولي للإنشاء والتعمير             | 27 سبتمبر 1963      | 25 سبتمبر 1972   |
|             | منظمة التعاون الإسلامي                    | ?                   | ?                |
|             | منظمة حظر الأسلحة الكيميائية              | ?                   | ?                |
|             | الاتحاد الدولي للاتصالات                  | 8 مارس 1963         | 27 مارس 1973     |
|             | مؤسسة التمويل الدولية                     | 27 سبتمبر 1963      | 11 أكتوبر 2008   |
|             | المركز الدولي لتسوية المنازعات الاستشارية | 14 أكتوبر 1966      | 20 يناير 2011    |
|             | منظمة التجارة العالمية                    | ?                   | ?                |
|             | منظمة الشرطة الجنائية الدولية             | ?                   | ?                |

## أعلام
هذه قائمة لبعض الشخصيات التي تربطها علاقات بالبلدين:
- جورج كواسي (لاعب كرة قدم غاني، 6 يناير 1988 – )

## وصلات خارجية
- موقع وزارة الخارجية الأوغندية
- موقع وزارة الخارجية القطرية